# Emilian Pavel
Pour les articles homonymes, voir Pavel (homonymie).
Emilian Pavel, né le 25 octobre 1983 à Salonta, est un homme politique roumain membre du Parti social-démocrate (PSD).

## Biographie
Il est devenu député européen le 1er novembre 2014, en remplacement de Corina Crețu, nommée commissaire européenne.